# Gulfstream G400
Die Gulfstream G400 (ursprünglich als Gulfstream IV vermarktet) ist ein Geschäftsreiseflugzeug des Herstellers Gulfstream Aerospace.

## Geschichte
Gulfstream begann 1983 die Arbeiten an der anfänglich als Gulfstream IV bezeichneten Maschine. Der Erstflug erfolgte am 19. September 1985 und das Muster erhielt die Zulassung der FAA im April 1987. 1992 folgte die verbesserte GIV-SP, welche am 24. Juni 1992 ihren Erstflug hatte, und die Entwicklung der eigentlichen G400 begann 1997. 2002 wurde die GIV dann in G400 umbenannt und die Gulfstream G300 als Variante der GIV vorgestellt. Die Gulfstream G400 hat eine große Kabine und eine interkontinentale Reichweite von 8060 km. Die typische Flughöhe beträgt etwa 13.700 Meter (45.000 Fuß) bei einer Geschwindigkeit von Mach 0,86–0,88 (etwa 911–932 km/h). Der Listenpreis der G400 lag 2004 bei 36 Millionen US-Dollar. Auf Basis der G400 wurde 2003 die aufgewertete Version Gulfstream G450 auf den Markt gebracht. Die G450 verfügt über bessere Leistungen in den Bereichen Reichweite und Geschwindigkeit.
Mitte 2010 wurde die G450 weiter verbessert, so dass die maximale Startmasse auf 33.838 kg und damit die Zuladung um 318 kg erhöht werden konnte. Die letzte G450 wurde Anfang 2018 ausgeliefert. Zu diesem Zeitpunkt waren weltweit noch 360 Flugzeuge dieses Baumusters in Betrieb. Als Nachfolger wird die Gulfstream G500 angeboten.

## Nutzung
Die G400 und G450 werden hauptsächlich für den Transport von Regierungsmitgliedern, Managern von großen Unternehmen oder auch für vermögende Privatpersonen eingesetzt.
Die Gulfstream G400/G450 wird von den Streitkräften Botswanas, Ägyptens, Irlands, der Elfenbeinküste, Japans, der Niederlande, Schwedens, der Türkei und der Vereinigten Staaten genutzt.

## Technische Daten
| Kenngröße             | Daten G450                                                                |
| --------------------- | ------------------------------------------------------------------------- |
| Länge                 | 27,23 m                                                                   |
| Spannweite            | 23,72 m                                                                   |
| Höhe                  | 7,67 m                                                                    |
| Kabinenlänge          | 13,74 m                                                                   |
| Kabinenbreite         | 2,24 m                                                                    |
| Kabinenhöhe           | 1,88 m                                                                    |
| Leermasse             | 19.504 kg                                                                 |
| max. Startmasse       | 33.521 kg                                                                 |
| Passagiere            | 12–19                                                                     |
| Besatzung             | 2                                                                         |
| Reisegeschwindigkeit  | 850–904 km/h                                                              |
| Höchstgeschwindigkeit | Mach 0,88                                                                 |
| Reichweite            | 8.061 km                                                                  |
| Dienstgipfelhöhe      | 13.716 m                                                                  |
| Triebwerke            | zwei Mantelstromtriebwerke Rolls-Royce Tay Mk.611-8C mit je 61,6 kN Schub |